# Leonardo De Benedetti

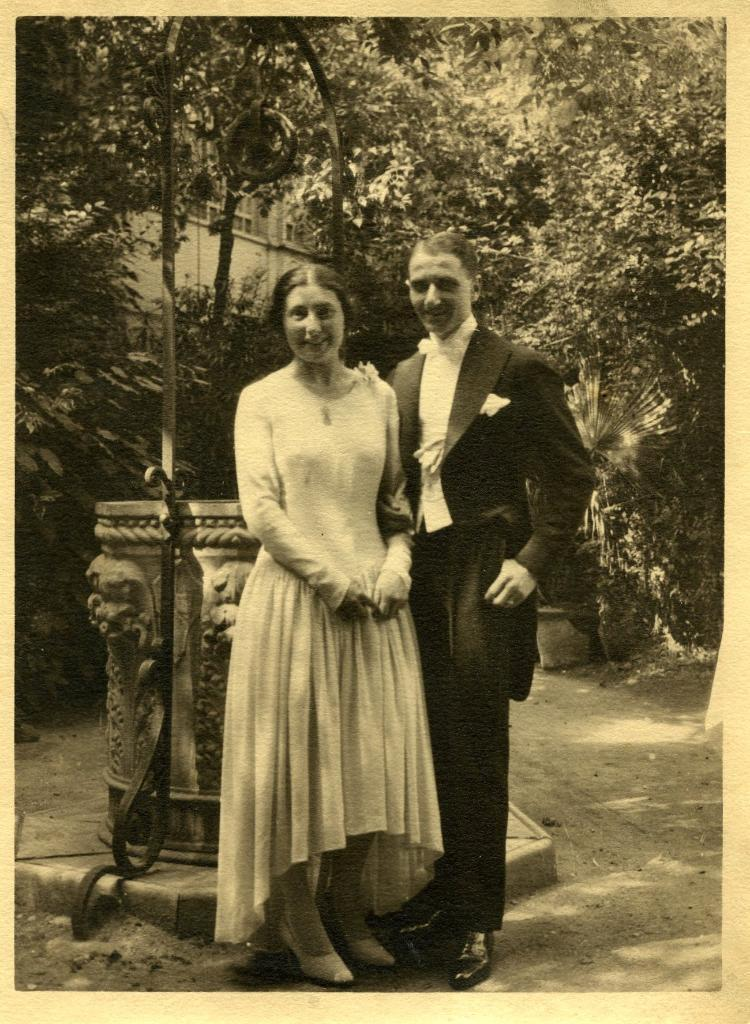
Leonardo und Jolanda De Benedetti (1929 Hochzeitsbild).

Leonardo De Benedetti (geboren am 15. September 1898 in Turin; gestorben am 16. Oktober 1983 in Turin) war ein italienischer Arzt. Er war ab Februar 1944 bis zur Befreiung im Januar 1945 Häftling im KZ Auschwitz III Monowitz, über das er 1946 gemeinsam mit Primo Levi einen Bericht vorlegte.

## Leben
De Benedetti hatte als Arzt in Rivoli praktiziert, bis ihn die 1938 in Italien erlassenen Rassengesetze zwangen, als Jude seinen Beruf aufzugeben. Während des Zweiten Weltkriegs war die Familie in Asti evakuiert. Anfang Dezember 1943 versuchte De Benedetti mit seiner Ehefrau Jolanda, seiner Mutter und anderen Juden in die Schweiz zu fliehen. Die Schweizer Grenzpolizei erlaubte aber nur Flüchtlingen über 65 Jahren, Schwangeren, Kranken und Eltern mit Kindern unter zwölf Jahren den Grenzübertritt. De Benedetti und seine Frau waren deshalb gezwungen, in das besetzte Italien zurückzukehren, wo sie von italienischen Faschisten in Lanzo d’Intelvi verhaftet wurden. Nach der Inhaftierung in Como und Modena wurden die De Benedettis in das Polizei- und Durchgangslager Fossoli verbracht und am 22. Februar 1944 nach Auschwitz deportiert.
Bei der  Ankunft in Auschwitz am 26. Februar 1944 wurde das Ehepaar getrennt. Während Jolanda De Benedetti in einer Gaskammer ermordet wurde, kam Leonardo De Benedetti als Häftling mit der Nummer 174.489 in das KZ Auschwitz-Monowitz. Dort schloss er Freundschaft mit Primo Levi, den er bereits in Fossoli kennen gelernt hatte, und der mit demselben Transport nach Auschwitz deportiert worden war. Nach der Befreiung von Auschwitz durch die Rote Armee am 27. Januar 1945 arbeitete De Benedetti als Arzt für die Sowjets im Zentrallager Auschwitz und in Kattowitz. Im Juli 1945 machten er, Levi und andere Deportierte sich auf den Weg nach Italien und erreichten nach einer beschwerlichen Reise am 19. Oktober 1945 Turin. Diese Odyssee wird von Levi in seinem Roman Die Atempause geschildert.
In Italien praktizierte De Benedetti wieder als Arzt. Gemeinsam mit Levi erstellte er auf Bitten der sowjetischen Regierung einen Bericht über die hygienischen und sanitären Bedingungen in Buna-Monowitz. 1947 trat er in Warschau im Prozess gegen den ehemaligen Kommandanten des KZ Auschwitz, Rudolf Höß, als Zeuge auf. In den 1950er Jahren begann er, öffentlich über seine Erlebnisse in Auschwitz zu berichten. De Benedettis fünfseitige Schrift Anklage gegen Dr. Josef Mengele wurde 1959 über Hermann Langbein der Staatsanwaltschaft am Landgericht Freiburg im Breisgau übermittelt, die in diesem Jahr die ersten zwei internationalen Haftbefehle gegen den flüchtigen, ehemaligen SS-Lagerarzt von Auschwitz-Birkenau, Josef Mengele, erließ. De Benedetti schilderte darin detailliert die Vorgänge bei so genannten „Krankenselektionen“ in Monowitz und wie er selbst im Krankenbau des Lagers insgesamt vier Selektionen durch Josef Mengele unterzogen worden sei. Seinem Beruf als Arzt schrieb es De Benedetti zu, dass Mengele ihn nicht in den Krankenbau des Stammlagers oder nach Birkenau überstellen ließ, was seine sichere Ermordung zur Folge gehabt hätte; dies obwohl seine Häftlingsnummer bereits auf der jeweiligen „Liste der zu verlegenden Gefangenen“ gestanden habe. 1970/1 sagte er als Zeuge im Prozess gegen Friedrich Boßhammer aus, der Kommandant des Lagers Fossoli gewesen war.

## Veröffentlichungen
- mit Primo Levi: Rapporto sulla organizzazione igienico-sanitaria del campo di concentramento per Ebrei di Monowitz (Auschwitz-Alta Slesia). In: Minerva Medica XXXVII (Juli–Dezember 1946), S. 535–544.
- Primo Levi mit Leonardo De Benedetti: Cosi fu Auschwitz. Testimonianze 1945–1986, 2015 (dt. So war Auschwitz. Zeugnisse 1945–1986. Mit Leonardo De Benedetti, übers. v. Barbara Kleiner. Hanser, München 2017, ISBN 978-3-446-25449-7).